# 21429 Gulati
21429 Gulati è un asteroide della fascia principale. Scoperto nel 1998, presenta un'orbita caratterizzata da un semiasse maggiore pari a 2,3035319 UA e da un'eccentricità di 0,1336566, inclinata di 9,23263° rispetto all'eclittica.